# Copán Ruinas
Copán Ruinas – gmina (municipio) w zachodnim Hondurasie, w departamencie Copán. W 2010 roku zamieszkana była przez ok. 39,4 tys. mieszkańców. Siedzibą administracyjną jest miejscowość Copán Ruinas.

## Położenie
Gmina położona jest w zachodniej części departamentu. Graniczy z 4 gminami i Gwatemalą od północy i zachodu:
- El Paraíso, Santa Rita i Cabañas od zachodu,
- San Fernando od południa.

## Miejscowości
Według Narodowego Instytutu Statystycznego Hondurasu na terenie gminy położone były następujące miasteczka i wsie:

- Copán Ruinas
- Agua Buena Arriba
- Agua Caliente
- Barbasqueadero
- Boca del Monte
- Buena Vista
- Buenos Aires
- Carrizalón
- Ceiba Primera
- Ceiba Segunda
- Colón Jubuco
- Corralito
- El Cisne
- El Cordoncillo
- El Chical
- El Chilar
- El Chispal
- El Encino
- El Horno
- El Ocote
- El Porvenir Primero
- El Porvenir Segundo
- El Quebracho

## Demografia
Według danych honduraskiego Narodowego Instytutu Statystycznego na rok 2010 struktura wiekowa i płciowa ludności w gminie przedstawiała się następująco:
| Wiek         | 0–3   | 4–6   | 7–12  | 13–17 | 18–24 | 25–64  | 65+   | razem  |
| Copán Ruinas | 5 296 | 4 054 | 6 502 | 4 551 | 5 307 | 12 596 | 1 071 | 39 378 |
| Mężczyźni    | 2 609 | 1 996 | 3 291 | 2 247 | 2 575 | 6 317  | 508   | 19 542 |
| Kobiety      | 2 687 | 2 058 | 3 212 | 2 304 | 2 732 | 6 280  | 563   | 19 836 |